# Swerve City
«Swerve City» (с англ. — «Город скитальцев») — песня американской альтернативной метал-группы Deftones, выпущенная в виде сингла с седьмого студийного альбома Koi No Yokan 30 марта 2013 года на лейбле Reprise Records.
В американском журнале Billboard композиция заняла 6 позицию в чарте Hot Mainstream Rock Tracks.

## Видеоклип
На композицию «Swerve City» было снято два музыкальных клипа. Первый клип был снят режиссёром Гусом Блэком и выпущен 9 мая 2013 года. В видеоклипе снялась американская актриса Тамара Фельдман. В клипе показывают женщину (Тамара Фельдман) в пустыне верхом на лошади, скачущую к себе домой (бунгало на ранчо). Чистя лошадь у бунгало, Чино Морено направляется к своему дому на своём Porsche Panamera. Женщина замечает свет фар, когда Морено выходит из машины и двигается во двор дома. Впоследствии она выходит на улицу к нему и направляет на него пистолет.
Второй видеоклип был снят Райаном Маккфаллом и был выпущен 2 июля 2013 года. На данном видео запечатлены группа, исполняющая песню и видеокадры с тура в поддержку альбома Koi No Yokan.

## Список композиций
| №  | Название      | Длительность |
| -- | ------------- | ------------ |
| 1. | «Swerve City» | 2:45         |

## Участники записи
Deftones
- Чино Морено — вокал, ритм-гитара
- Стивен Карпентер — соло-гитара
- Серхио Вега — бас-гитара
- Фрэнк Делгадо — клавишные, семплы
- Эйб Каннингем — барабаны

Производственный персонал
- Ник Рэскаленикс — продюсер